# Borolia howra
Borolia howra là một loài bướm đêm trong họ Noctuidae.